# Yasunari Kawabata

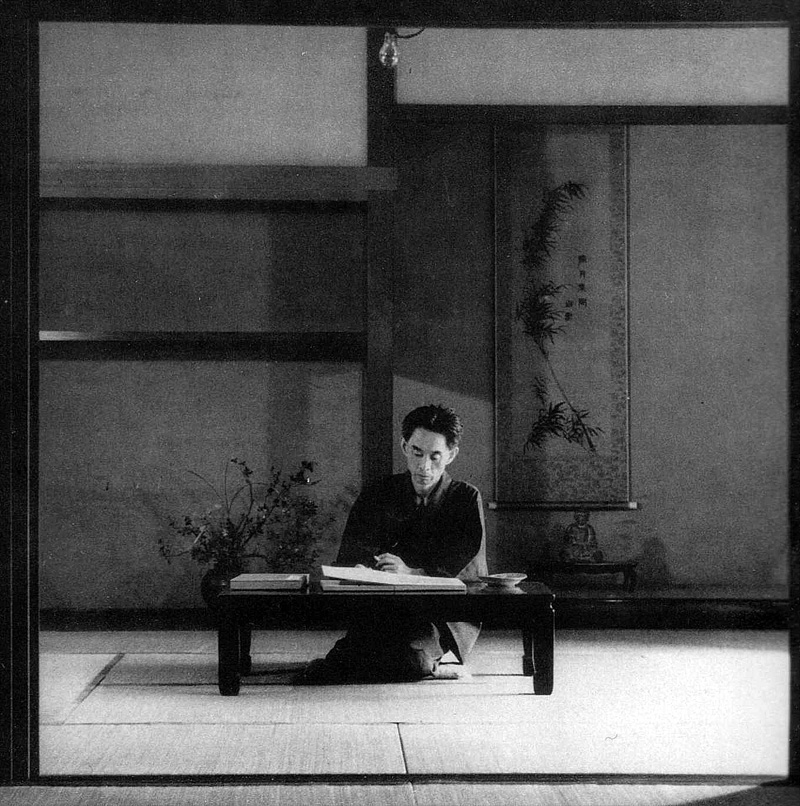
Yasunari Kawabata przy pracy, 1946

Yasunari Kawabata (jap. 川端 康成 Kawabata Yasunari; ur. 14 czerwca 1899 w Osace, zm. 16 kwietnia 1972 w Zushi) – prozaik i poeta japoński, laureat Nagrody Nobla w dziedzinie literatury za 1968 rok jako pierwszy japoński pisarz.

## Życiorys
Urodził się w Osace w bogatej i wykształconej rodzinie. Jego rodzice zmarli, kiedy miał 3 lata, parę lat później zmarła jego babcia, a tuż po niej jedyna siostra, co wywarło wielkie piętno na jego życiu i twórczości.
W latach 1920–1924 studiował literaturę japońską na Tokijskim Uniwersytecie Cesarskim. Poznał tam Kana Kikuchiego (dziennikarz, dramaturg, pisarz), który zaprosił go do pracy w redakcji Bungei Shunjū, a po studiach w 1924 r. wraz z pisarzem Riichi Yokomitsu (1898–1947) założył pismo Bungei Jidai. Stało się ono ośrodkiem nowej orientacji literackiej, nazwanej neosensualizmem. W swoim eseju programowym Kankaku katsudō – kaikyū bungakusha shokui (Działalność zmysłów – klasowi panowie literaci, 1925) Yokomitsu zaliczył do niego: futuryzm, ekspresjonizm, kubizm, dadaizm, symbolizm, a przede wszystkim te ich aspekty, które służyły odnowie widzenia świata i zmianie środków artystycznych.

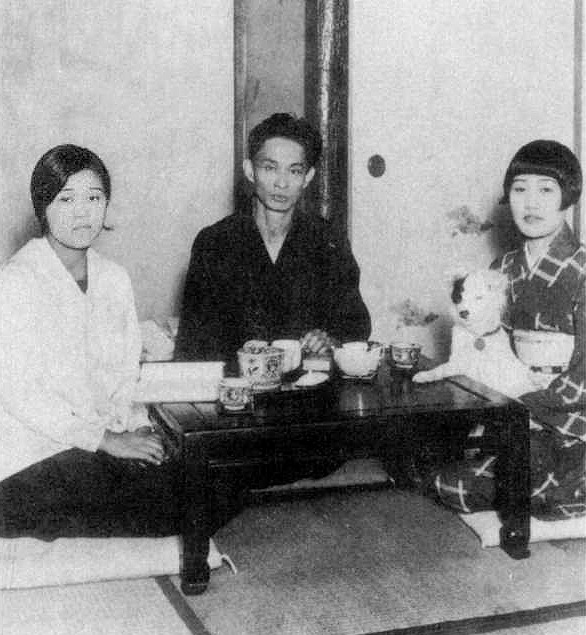
Yasunari Kawabata w 1930 roku z przyszłą żoną Hideko (z jego lewej strony) i jej młodszą siostrą Kimiko

Pierwszy sukces pisarski odniósł w 1925 r. autobiograficznym opowiadaniem Izu no odoriko (jap. 伊豆の踊子 Tancerka z Izu).
W 1931 r. ożenił się z Hideko Matsubayashi i zamieszkał w Tokio.
W czasie II wojny światowej zajmował się pracą naukową i podróżował po Mandżurii.

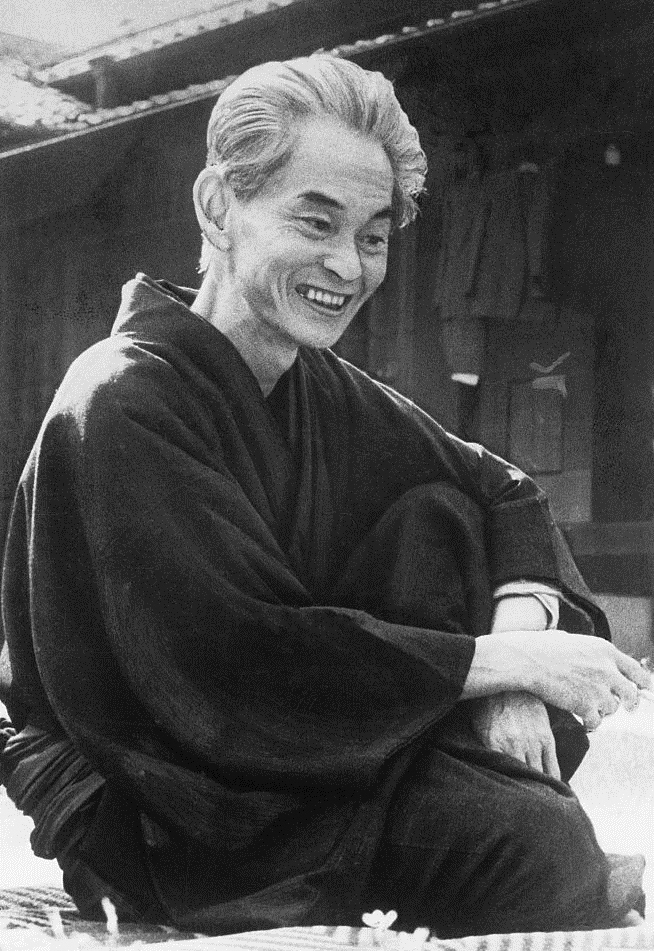
Kawabata Yasunari w 1968 roku

W latach 1948–1965 był prezesem japońskiego PEN Clubu. Wtedy też opublikował swoje najsłynniejsze powieści – Tysiąc żurawi (jap. 千羽鶴 Senba-zuru) i Głos góry (jap. 山の音 Yama no oto), które przyniosły mu w 1959 r. prestiżowy Medal Goethego we Frankfurcie, a w 1968 r. Nagrodę Nobla w dziedzinie literatury.
Pod koniec życia był bardzo schorowany. W 1972 r. – dwa lata po samobójstwie swojego przyjaciela, Yukio Mishimy – również odebrał sobie życie.

## Twórczość
- Dziennik szesnastolatka (jap. 十六歳の日記 Jūrokusai no nikki; 1925)
- Tancerka z Izu (jap. 伊豆の踊子 Izu no odoriko; 1926)
- Ozdoby uczuć (jap. 感情装飾 Kanjō sōshoku; 1926)
- Krystaliczne fantazje (jap. 水晶幻想 Suishō gensō; 1931)
- Pieśń liryczna (jap. 抒情歌 Jojōka; 1932)
- Ptaki i zwierzęta (jap. 禽獣 Kinjū; 1935)
- Kraina śniegu (jap. 雪国 Yukiguni; 1935-1937)
- Tysiąc żurawi (jap. 千羽鶴 Senbazuru; 1949)
- Głos góry (jap. 山の音 Yama no oto; 1949-1954)
- Meijin – mistrz go (jap. 名人 Meijin; 1951) – powieść opowiadająca o ostatniej grze wielkiego mistrza w go
- Jezioro (jap. みづうみ Mizuumi; 1954)
- Śpiące piękności (jap. 眠れる美女 Nemureru bijo; 1961)
- Piękno i smutek (jap. 美しさと哀しみと Utsukushisa to kanashimi to; 1961−1963)
- Stara stolica (jap. 古都 Koto; 1962)